# Tiếng Anh Scotland
Tiếng Anh Scotland (tiếng Scots: Scots Inglis, tiếng Gael Scotland: Beurla Albannach) là một nhóm phương ngữ tiếng Anh được nói ở Scotland. Dạng tiêu chuẩn hóa được gọi là tiếng Anh chuẩn Scotland hoặc tiếng Anh Scotland chuẩn (SSE). Tiếng Anh chuẩn Scotland có thể được định nghĩa là "giọng đặc trưng của giới chuyên gia [ở Scotland] và tiêu chuẩn được chấp nhận trong trường học". Thẻ ngôn ngữ IETF cho "Tiếng Anh chuẩn Scotland" là en-Scotland.
Ngoài cách phát âm, ngữ pháp và cách diễn đạt khác biệt, tiếng Anh Scotland có từ vựng khác biệt, đặc biệt là các từ liên quan đến các tổ chức của Scotland như Giáo hội Scotland, chính quyền địa phương và giáo dục và hệ thống pháp lý.
Tiếng Anh chuẩn Scotland nằm ở một đầu của cụm ngôn ngữ lưỡng cực, với tiếng Scotland rộng lớn tập trung ở đầu kia. Tiếng Anh Scotland chịu ảnh hưởng bởi tiếng Scotland ở các mức độ khác nhau. Nhiều người nói tiếng Scotland tách tiếng Scotland và tiếng Anh Scotland thành những ngữ vực khác nhau tùy theo bối cảnh xã hội. Một số người nói chuyển đổi rõ ràng từ ngôn ngữ này sang ngôn ngữ còn lại trong khi những người khác thay đổi phong cách theo cách ít có thể dự đoán hơn và linh hoạt hơn. Nói chung, có sự thay đổi sang tiếng Anh Scotland trong các tình huống trang trọng hoặc khi nói với các cá nhân có địa vị xã hội cao hơn.
Tiếng Anh Scotland là kết quả từ sự tiếp xúc ngôn ngữ giữa tiếng Scotland và tiếng Anh chuẩn tại Anh sau thế kỷ 17. Kết quả của sự chuyển sang sử dụng tiếng Anh của người nói tiếng Scotland dẫn đến nhiều sự hoà hiệp về âm vị học và thuyên chuyển từ vựng, thường bị nhầm lẫn là sự hợp nhất bởi các nhà ngôn ngữ học không nắm rõ lịch sử tiếng Anh Scotland. Hơn nữa, quá trình này cũng bị ảnh hưởng bởi các dạng liên phương ngữ, sửa đổi quá mức và phát âm theo chính tả.